# Мсида Сент-Джозеф
«Мсида Сент-Джозеф» — мальтийский футбольный клуб из города Мсида, в настоящий момент выступает в Мальтийском третьем дивизионе. Клуб основан в 1906 году, домашние матчи проводит на стадионе «Та Кали», вместимостью 17 000 зрителей. Лучшим достижением клуба в чемпионате Мальты является 3-е место в 1910 году.

## Достижения
- Чемпионат Мальты по футболу: 
  - Бронза (1): 1910.
- Обладатель Кубок Мальты по футболу:
  - Финалист (2): 1912, 2005.

## Известные игроки
- Виндель Габриельс
- Жилберто дос Сантос
- Родерик Байяда
- Шаун Байяда
- Дэвид Каработт
- Петер Пулликино
- Ники Салиба
- Кевин Саммут
- Даниэль Теума
- Нжонго Присо